# Denkzeichen für fünfzigjährige Diensttreue
Das Denkzeichen für fünfzigjährige Diensttreue wurde am 12. Mai 1864 von Herzog Leopold IV. Friedrich von Anhalt-Dessau gestiftet und wurde zur Belohnung aller herzoglichen Beamten und Diener nach 50-jähriger treuer und vorwurfsfreier Dienstzeit verliehen. Die Auszeichnung ersetzte die bis 1863 vergebene Medaille von Anhalt-Bernburg für 50 Jahre Diensttreue, da das bis dahin bestehende Herzogtum Anhalt-Bernburg wegen Erlöschen des Herrschergeschlechts mit dem Herzogtum Anhalt-Dessau zusammengeschlossen wurde. Sie wurde bis zum Ende des Herzogtums Anhalt 1918 verliehen.
Die silberne Medaille zeigt die verschlungenen Initialen L F (Leopold Friedrich), die von einer Herzogskrone überragt werden und von einem Lorbeerkranz umschlossen sind. Rückseitig die Inschrift „Für fünfzigjährige Diensttreue“, darunter ein langer Querstrich und unten am Rand zwei Eichenzweige. Oben war eine Öse mit Bandring angelötet.
Getragen wurde die Medaille an einem dunkelgrünen Band mit weißen Seitenstreifen auf der linken Brust.